# 쌩차이 쑨턴왓
쌩차이 쑨턴왓(태국어: แสงชัย สุนทรวัฒน์ 1943년 1월 8일 ~ 1996년 4월 11일)은 태국 언론인이다.

## 전기
1943년 6월 12일 쁘라찐부리주 태국에서 태어났다. 그는 쁘라딧와 분은 쑨턴왓의 아들이었다. 그는 뜨리얌우돔쓱사 학교에서 중등 학교를 탐마삿 대학교 학사, 미국 대학교 석사 과정을 마쳤다. 아들 잇싸라 쑨턴왓가 (อิสรา สุนทรวัฒน์) 있는 왓차리 쑨턴왓 (วัชรี สุนทรวัฒน์) 와 결혼했다.

## 직업
그는 미국에서 법과 식당에서 일했다. 1982년에 그는 Phim Thai 과 데일리 뉴스에 칼럼을 쓰면서 저널리즘 경력을 시작했다. 1983년에 그의 영어 칼럼은 "Fud Fit For Fai" 인기를 얻었다.
그는 1983년 태국으로 돌아 왔다. 1993년부터 1996년까지 MCOT 감독으로 일했다.

## 암살
쌩차이 쑨턴왓은 1996년 4월 11일 방콕 교외의 집으로 운전하던 중 차를 총으로 쏜 사람에게 53세의 나이에 살해당했다. 우볼 분야차로턴 (อุบล บุญญชโลธร) 죽음을 지배하는 혐의로 기소되었지만 유죄 판결을 받기 전에 살해되었다.

## 휘장
- 태국 왕관 훈장의 사령관 (1983년)[6]